# Relations entre le Sénégal et l'Union européenne
Les relations entre le Sénégal et l’Union européenne reposent sur le dialogue politique mis en place à la suite de l'accord de Cotonou.

## Aide au développement
De 2008 à 2011, l'Union a octroyé une aide au développement de 317,1 millions d'euros au Sénégal dans le cadre du 10e Fonds européen de développement.

## Sources

## Compléments